# Gheorghe Ene
Gheorghe Ene (n. 16 octombrie 1950, Căldărăști, Buzău, România – d. 9 mai 2011) a fost profesor, poet, epigramist, traducător, publicist, jurnalist, reprezentant al generației anilor 1980 în literatura română.

## Biografie
Gheorghe Ene a absolvit școala generală din satul natal în anul 1965, Liceul Teoretic din Pogoanele în 1969 și Facultatea de Filologie a Universității din București, specialitatea Limba română-Limba franceză, în 1973. În timpul studiilor universitare a făcut parte din grupul textualist „Noii”, alături de Mircea Nedelciu, Gheorghe Crăciun, Gheorghe Iova și a fost membru al Cenaclului „Junimea” condus de Ovid S. Crohmălniceanu. 
A debutat în anul 1967, cu poezia „Soarele”, în primul număr al revistei Aurora a Liceului din Pogoanele, al cărei redactor a fost în perioada 1968-1969. În anul 1968 a publicat versuri în paginile cotidianului Viața Buzăului, iar în 1969, a fost inclus în antologia Tineri poeți, apărută la Editura Tineretului. În anul 1981 a debutat cu proză în revista Tribuna. A colaborat la Viața Buzăului, Luceafărul, România literară, Vatra, iar după 1990, la Contrapunct, Paralela 45, Opinia, Muntenia, Focuri vii, Amprenta, Informația Buzăului, Școala buzoiană. În anul 1990 a început colaborarea cu cotidianul local Opinia din Buzău. A fost redactor al publicațiilor Opinia literară și Opinia magazin (1990). A fondat publicația umoristică Carevasăzică (1990, 1993), a fost redactor-șef la Jurnalul de Buzău (1995), redactor la Radio Buzău (1995), a colaborat la revista Carnet literar, seria a treia (1997). Începând cu 2001, a editat în satul natal revista Dincoace de pod. 
A fost publicat în culegeri și antologii: Pe scuturi de aur (Buzău, 1969), Semnul că nu cunoaștem eclipsa (Editura Didactică și Pedagogică, 1973), Desant 83 (proză scurtă). Prima carte de autor și-a tipărit-o în anul 1992, un volum de versuri. 
În anul 1994, revista Buzău i-a acordat Premiul pentru proză scurtă, iar în anul 1999, volumul O spovedanie a textului a primit Premiul Asociației Scriitorilor Profesioniști din România. La Festivalul Sonetului Românesc, organizat de Biblioteca Județeană „Vasile Voiculescu” din Buzău, i s-a acordat premiul al III-lea. La 6 mai 2003, i s-a decernat Diploma de Excelență pentru contribuția la îmbogățirea vieții culturale buzoiene. A fost membru fondator al Asociației Scriitorilor Profesioniști din România și membru al Uniunii Scriitorilor din România.

## Lucrări

### Proză
- O spovedanie a textului, Editura Paralela 45, 1999
- Aromanul trandafirului. Proză scurtă, Editura Paralela 45, 2000

### Versuri
- Intrarea în Europa sau Târfa și sertarul, Editura Nadar, Buzău,1992
- Starea de dizgrație, Editura Și, Buzău, 1995
- Eu, dizgrațiatul, Bibilioteca Județeană „V. Voiculescu”, Buzău, 1997
- Portret în picături de rouă Editura Casei Corpului Didactic „I.Gh. Dumitrașcu”, Buzău, 2004
- Vorba!, Editura Rafet, 2005
- " Texte de dincoace, Editura Ceea ce, 2007

### Scenarii de film
- Viraj periculos (1983) - împreună cu Liviu Gheorghiu